# Dekanat chustski
Dekanat chustski – jeden z 7 dekanatów katolickich w diecezji mukaczewskiej na Ukrainie.

## Parafie
- Busztyno – Kościół Wniebowzięcia Najświętszej Maryi Panny
- Wyszkowo – Kościół św. Mikołaja B. M.
- Łysyczewo – Kaplica św. Cyryla i Metodego
- Mokra Ruska – Kościół Wniebowzięcia Najświętszej Maryi Panny
- Mokra Nimecka – Kościół św. Jana Nepomucena
- Okrugła – Kościół św. Feliksa, papieża, M.
- Tiacziw – Kościół św. Stefana Króla
- Chust – Kościół św. Anny
- Uść-Czorna – Kościół św. Marii Magdaleny